# Jindřichovice (okres Jihlava)
Obec Jindřichovice (německy Heinrichshöfen) se nachází v okrese Jihlava v Kraji Vysočina. Žije zde 91 obyvatel.
Sousedními obcemi sídla jsou Meziříčko, Rozseč, Krasonice, Zdeňkov a Želetava.

## Název
Název se vyvíjel od varianty Gydrsychowycz (1354), Gindrzichowicz (1358), Gindrzichowicze (1417), z Gindrzichowicz (1531), z Gindrzichowicz (1573), Gindržichowitz (1678, 1718), Gindrzichowitz (1720, 1751), Gindřichowitz, Indřichowitz a Gindřichowice (1846) až k variantám Indřichowitz a Jindřichovice. Místní jméno vzniklo přidáním přípony -ovice k osobnímu jménu Jindřich a znamenalo ves lidí Jindřichových. Název je rodu ženského, čísla pomnožného a genitiv zní Jindřichovic.

## Historie
První písemná zmínka o obci pochází z roku 1354. Uprostřed návsi stojí kaple z r. 1897, postavena nákladem 10 000 K (mimo dovoz a nádenickou práci) a zasvěcena Panně Marii Růžencové.

## Přírodní poměry
Jindřichovice leží v okrese Jihlava v Kraji Vysočina. Nachází se 3 km západně od Želetavy a 5 km východně od Nové Říše. Geomorfologicky je oblast součástí Křižanovské vrchoviny a jejího podcelku Brtnická vrchovina, v jejíž rámci spadá pod geomorfologický okrsek Markvartická pahorkatina. Průměrná nadmořská výška činí 605 metrů.
Nejvyšší bod o nadmořské výšce 644 metrů stojí severovýchodně od obce. Holý kopec (631 m n. m.) leží jihozápadně od Jindřichovic. Obcí protéká Jindřichovický potok, který tvoří jižní část východní hranice katastru a leží na něm rybník Hana. Jindřichovický potok se jižně od obce vlévá do Želetavky, která tvoří jižní hranici území Jindřichovic. Jihozápadně od vsi pramení bezejmenný potok, který se vlévá do Jindřichovického potoka.

## Obyvatelstvo
Podle sčítání 1930 zde žilo v 45 domech 182 obyvatel. 181 obyvatel se hlásilo k československé národnosti. Žilo zde 182 římských katolíků.
| Rok            | 1869 | 1880 | 1890 | 1900 | 1910 | 1921 | 1930 | 1950 | 1961 | 1970 | 1980 | 1991 | 2001 | 2011 |
| Počet obyvatel | 207  | 224  | 206  | 193  | 201  | 192  | 182  | 148  | 148  | 133  | 106  | 98   | 99   | 84   |

## Obecní správa a politika
Obec leží na katastrálním území Jindřichovice na Moravě. Jindřichovice jsou členem Mikroregionu Telčsko a místní akční skupiny Mikroregionu Telčsko.
Obec má sedmičlenné zastupitelstvo, v jehož čele stojí starosta Miroslav Brunner.
| Období    | Voliči | Účast v % | Mandáty | Výsledky            | Starosta         |
| --------- | ------ | --------- | ------- | ------------------- | ---------------- |
| 2002–2006 | 71     | 76.06     | 7       |                     | Miroslav Brunner |
| 2006–2010 | 64     | 64,06     | 7       | 7 JINDŘICHOVÁCI     | Miroslav Brunner |
| 2010–2014 | 78     | 55,13     | 7       | Nezávislí kandidáti | Miroslav Brunner |
| 2014–2018 | 84     | 66,67     | 7       | Nezávislí kandidáti | Miroslav Brunner |
| 2018–2022 | 84     | 54,76     | 7       | Nezávislí kandidáti | Miroslav Brunner |
| 2022–2026 | 79     | 60,76     | 7       | Nezávislí kandidáti | Miroslav Brunner |

## Hospodářství a doprava
V obci sídlí firma J.P. - WOOD, s.r.o. a ubytovací zařízení Havlišův mlýn, s.r.o. Obcí prochází silnice II. třídy č. 112 ze Zdeňkova do Želetavy. Dopravní obslužnost zajišťují dopravci ICOM transport a ČSAD Jindřichův Hradec. Autobusy jezdí ve směrech Dačice, Budeč, Želetava, Markvartice, Nová Říše, Třebíč, Telč, Studená. Obcí prochází cyklistická trasa č. 5125 ze Zdeňkova do Želetavy.

## Školství, kultura a sport
Místní děti dojíždějí do školy v Želetavě. Sbor dobrovolných hasičů Jindřichovice byl založen v roce 1948.